# 唐々煙
唐々煙（からからけむり）は、日本の漫画家。滋賀県大津市出身。名前「唐々」は大津市内の地名「唐崎」から取った。代表作は『TAKERU 〜SUSANOH 魔性の剣より〜』、『Replica- レプリカ-』、『曇天に笑う』。
代々木アニメーション学院卒業。
『曇天に笑う』は、2014年にテレビアニメ化、2015年舞台化、2018年実写映画が公開された。『曇天に笑う〈外伝〉』は、2017年に劇場アニメ3部作が公開。『煉獄に笑う』は2017年に舞台化がされた。
2019年に大津市が、びわ湖大津ふるさと観光大使に任命。

## 作品

### 漫画
- TAKERU 〜SUSANOH 魔性の剣より〜（原作：中島かずき、全4巻）
- OGUNA takeru〜SUSANOH 魔性の剣より〜外伝（原作：中島かずき、全1巻）
- Replica- レプリカ-（全4巻）
- Replica- Last Letter-（全12話）
- カウントダウン7days（全4巻）
- 曇天に笑う（全6巻）
- ：REverSAL（全2巻）
- シニガミ×ドクター（全3巻）
- 曇天に笑う 外伝（全3巻）
- 煉獄に笑う（全14巻）
- 泡沫に笑う（全1巻）
- MARS RED（原作：藤沢文翁、全3巻）
- 蒼炎のスカベンジャー（全4巻）

### イラスト
- シアトリカル・ライブ版 義経千本桜（シアトリカル・ライブ）
- MARS RED ～THE BLACK PRINCE～（シアトリカル・ライブ）

### 画集
- カラカラ 唐々煙画集